# Stephan James
Pour l’article homonyme, voir James.
Stephan James est un acteur canadien, né le 16 décembre 1993 à Toronto (Ontario).

## Biographie

### Jeunesse et formation
Stephan James naît le 16 décembre 1993 à Toronto, en Ontario. Sa famille est d'origine jamaïcaine, et a un frère ainé qui est également acteur Shamier Anderson.
Jeune, il y assiste aux cours au Jarvis Collegiate Institute (en), d'où il sort diplômé en 2011.

### Carrière
En 2010, Stephan James commence sa carrière d'acteur à la télévision, où il joue le rôle régulier de Julian Williams dans la série télévisée canadienne Degrassi : La Nouvelle Génération (Degrassi), il y reste pour deux saisons. En même temps, il décroche des rôles secondaires dans les séries Indie à tout prix (How to Be Indie, 2010), Ma baby-sitter est un vampire (My Babysitter's a vampire, 2011), The Listener et The L.A. Complex (2012), en passant le téléfilm Les Douze Noël de Kate (12 Dates of Christmas, 2011) de James Hayman.
En 2012, il décroche le rôle principal, aux côtés de Tatyana Ali et Fefe Dobson, dans le film dramatique canadien Home Again de Sudz Sutherland, où il incarne Everton St. Clair, l'un des trois Noirs expulsé vers la Jamaïque. Même si ce film reçoit un accueil plutôt mitigé,,, The Globe and Mail donne à Stephen James une évaluation du rendement positif parce qu'il y est « déchirant ». En mars 2013, il est nommé meilleur acteur dans un second rôle dans la première cérémonie des prix Écrans canadiens pour son interprétation.
En 2013, il tient le rôle de John Lewis, militant du Student Nonviolent Coordinating Committee (SNCC) participant aux marches de Selma à Montgomery en 1965, dans le film Selma d'Ava DuVernay, nommé aux Oscars du cinéma dans la catégorie Oscar du meilleur film.
En mai 2014, on apprend qu'il remplace John Boyega dans le rôle de l'athlète Jesse Owens, quatre fois champion olympique lors  des  Jeux olympiques de 1936  à  Berlin, dans le film biographique La Couleur de la victoire (Race, 2016) de Stephen Hopkins.
En janvier 2015, il apparaît en vedette dans la mini-série The Book of Negroes, adaptée du roman Aminata (2007) de Lawrence Hill, lui-même inspiré par le document historique Book of Negroes rédigé en 1783. En septembre 2015, il est élu « Star montante de l'année 2015 » parmi les quatre acteurs canadiens au festival international du film de Toronto.
En mars 2017, il apparaît, interprétant Preston Terry, procureur du département de la Justice, dans la série télévision Shots Fired. En août de la même année, il s'apprête à jouer dans le drame romantique Si Beale Street pouvait parler (If Beale Street Could Talk, 2018) de Barry Jenkins, adaptation du roman homonyme (1974) de James Baldwin.
En octobre 2018, il se joint à l'acteur Chadwick Boseman pour le thriller Manhattan Lockdownde Brian Kirk.
En février 2022, on apprend qu'il serait la vedette dans une série limitée sur la vie de l'artiste Jean-Michel Basquiat, qu'il produirait également.

## Filmographie

### Longs métrages
- 2012 : Home Again de Sudz Sutherland : Everton St. Clair
- 2014 : Les Sœurs Anderson (Perfect Sisters) de Stanley M. Brooks : Donny
- 2014 : The Dependables de Sidney J. Furie : Shane Jones
- 2014 : When the Game Stands Tall de Thomas Carter : Terrance G. « T. K. » Kelly
- 2014 : Selma d'Ava DuVernay : John Lewis
- 2015 : Lost After Dark d'Ian Kessner : Wesley
- 2016 : La Couleur de la victoire (Race) de Stephen Hopkins : Jesse Owens
- 2018 : Si Beale Street pouvait parler (If Beale Street Could Talk) de Barry Jenkins : Alonzo « Fonny » Hunt
- 2019 : Manhattan Lockdown (21 Bridges) de Brian Kirk : Michael Trujillo
- 2021 : National Champions de Ric Roman Waugh : LeMarcus James
- 2022 : Delia's Gone de Robert Budreau (en) : Louis
- 2025 : Ricky de Rashad Frett : Ricardo Smith

### Court métrage
- 2013 : The Railpath Hero de Laurie Townshend : Damon Bisho

### Télévision

#### Séries télévisées
- 2010 - 2011 : Indie à tout prix (How To Be Indie) : Wilfred
- 2010 - 2012 : Degrassi : La Nouvelle Génération (Degrassi) : Julian Williams
- 2011 : Ma baby-sitter est un vampire (My Babysitter's a vampire) : Jock
- 2011 : Cluedo, nouvelle génération (Cluedo) : Dmitri
- 2012 : The L.A. Complex : Infinite Jest
- 2012 : The Listener : Ibrahim Ayim
- 2013 : Cracked : Ben Omari
- 2015 : The Book of Negroes : Cummings Shakspear
- 2015 : Shots Fired : Preston Terry
- 2018 - 2020 : Homecoming : Walter Cruz
- 2020 : #FreeRayshawn : Rayshawn
- 2022 : Surface : Officier Baden

#### Téléfilms
- 2011 : Les Douze Noël de Kate (12 Dates of Christmas) de James Hayman : Michael
- 2014 : Gabby Douglas : une médaille d'or à 16 ans (The Gabby Douglas Story) : Jonathan « John » Douglas, âgé de 16 à 18 ans
- 2014 : Le Gâteau de la dernière chance (Apple Mortgage Cake) de Michael Scott : William
- 2014 : Clue : A Movie Mystery Adventure de Terry McDonough : Dmitri

## Distinctions

### Récompenses
- Prix Écrans canadiens 2017 : meilleur acteur dans La Couleur de la victoire (Race)[12]
- Women Film Critics Circle 2018 : meilleur couple à l'écran dans Si Beale Street pouvait parler (If Beale Street Could Talk)[13]

### Nominations
- Prix Écrans canadiens 2013 : meilleur acteur dans un second rôle dans Home Again[14]
- Black Reel Awards 2015 : meilleur acteur dans Selma[15]
- Black Reel Awards 2017 : meilleur acteur dans une série télévisée Shots Fired[16]
- NAACP Image Awards 2017 : meilleur acteur dans La Couleur de la victoire (Race)[17]
- Black Reel Awards 2019 : meilleur acteur dans Si Beale Street pouvait parler (If Beale Street Could Talk)[18]
- NAACP Image Awards 2019 : meilleur acteur dans Si Beale Street pouvait parler[19]
- Golden Globes Awards 2019 : meilleur acteur dans une série télévisée Homecoming[20]
- NAACP Image Awards 2021 : meilleur acteur une série télévisée #FreeRayshawn[21]